# Conjunt d'habitatges Tirant lo Blanc
El Conjunt d'habitatges Tirant lo Blanc es troba a la Vila Olímpica del Poblenou de Barcelona, i està inclòs a l'Inventari del Patrimoni Arquitectònic de Catalunya.

## Descripció
Està format per diversos blocs. El principal, que queda girat i deformat per aconseguir les millors vistes del mar, està format per un mòdul bàsic amb una escala i dos habitatges per planta, amb les sales d'estar mirant cap al mar i formant un suau bisell. L'agregació d'aquests bisells articula el conjunt de la façana com una sèrie d'estrats. Pel que fa al bloc aïllat, aquest és el que li atorga a la plaça de Tirant lo Blanc el seu caràcter semitancat. Els portals de les escales es troben al peu de cada bisell, els quals, al seu torn, formen una lleugera marquesina sobre les portes. L'accés a les escales es realitza des d'una terrassa elevada que recorre el bloc d'un extrem a l'altre. L'austeritat característica del conjunt radica en l'ús del maó vist per a totes les façanes de l'immoble, que es combina amb les persianes corredisses de llibret.

## Història
Va ser projectat pels arquitectes José Antonio Martínez Lapeña i Elías Torres per als Jocs Olímpics de Barcelona de 1992.